# Nils Liedberg
Nils Gustaf Liedberg, född 23 juni 1888 i Öved i Malmöhus län, död 17 februari 1968 i Öja, var en svensk ryttmästare målare och tecknare. 
Han var son till godsägaren Pehr-Olof Liedberg och friherrinnan Ebba Augusta Johanna von Knorring och från 1937 gift med Beatrice Mary Prentice. Efter avslutad officersutbildning studerade han konst vid Wilhelmsons målarskola i Stockholm 1915–1917 samt för Maurice Denis och André Lhote i Paris samt under studieresor till Madrid och Florens. Separat ställde han ut på Galerie Moderne i Stockholm 1931 och på Gummesons konsthall. Han medverkade i samlingsutställningar med Skånes konstförening. Hans konst består av tecknade karikatyrer i blyerts som är väl träffande och ofta politiskt betonade samt målningar i akvarell. Han utgav ett flertal böcker med karikayrer.

### Fotnoter
1. ↑  Libris